# Nicolaus Tønder
Nicolaus (eller Niels) Tønder (17. december 1764 i Slyngstad Præstegård i Søndmørs Fogderi i Bergens Stift – 5. januar 1832 i København) var en dansk kirurg.
Han var en søn af sognepræst til Strandens Præstegæld og provst over Søndmør Ebbe Carsten Tønder og Susanna Borchmann f. Angell. Han blev 1782 dimitteret til Københavns Universitet fra Bergens Latinskole, kastede sig over studiet af kirurgien, fungerede 1788 som overskibskirurg på den kongelige flåde, blev 1791 bataljonskirurg ved Kongens Regiment og tog 1793 eksamen ved Det kirurgiske Akademi. Derefter var han en kort tid i udlandet, ansat ved et af den allierede armés feltlazaretter, og udnævntes 1794 til regimentskirurg ved Sjællandske Rytterregiment i Næstved, fra 1801 ved Jyske Dragoner i Randers, fra 1814 ved Norske Livregiment i København. 1806 blev han tillige udnævnt til stabskirurg ved Landetaten, 1808 blev han medlem af Det kongelige Sundhedskollegium i København og af Det slesvig-holstenske Sanitetskollegium. 31. juli 1815 blev han Ridder af Dannebrog og 1. november 1828 Dannebrogsmand. Hans død indtraf pludseligt 5. januar 1832 i København.
10. juli 1795 havde han ægtet Anna Adolphine von Saldern (14. september 1771 i Haderslev – 28. april 1848), datter af ridefoged Arnold von Saldern.